# Montmacq
Montmacq település Franciaországban, Oise megyében. Lakosainak száma 1159 fő (2022. január 1.). Montmacq Cambronne-lès-Ribécourt, Pimprez, Le Plessis-Brion, Ribécourt-Dreslincourt, Saint-Léger-aux-Bois és Thourotte községekkel határos.

## Népesség
A település népességének változása:
| Lakosok száma | 1064 | 1068 | 1089 | 1082 | 1104 | 1126 | 1151 | 1158 | 1159 |
|               | 2013 | 2015 | 2016 | 2017 | 2018 | 2019 | 2020 | 2021 | 2022 |